# Ruda Bukva
Ruda Bukva (en serbe cyrillique : Руда Буква) est un village de Serbie situé dans la municipalité de Kosjerić, district de Zlatibor. Au recensement de 2011, il comptait 97 habitants.

## Démographie
| 1948 | 1953 | 1961 | 1971 | 1981 | 1991 | 2002 | 2011 |
| ---- | ---- | ---- | ---- | ---- | ---- | ---- | ---- |
| 230  | 231  | 253  | 235  | 191  | 193  | 118  | 97   |

|  |